# Mansôa
Mansôa  este un oraș  în  regiunea Oio, Guineea-Bissau.